# Дезман (Венеција)
Дезман (итал. Desman) је насеље у Италији у округу Венеција, региону Венето.
Према процени из 2011. у насељу је живело 36 становника. Насеље се налази на надморској висини од 9 м.